# Theodor Herzl, une nouvelle lecture
Theodor Herzl, une nouvelle lecture est un livre écrit par Georges Isaac Weisz qui traite de l'identité juive du visionnaire de l'État des juifs, Théodor Herzl. 
Le livre est fondé sur huit années de recherche et la thèse qui y est développée est que Herzl était relié à ses racines juives, contrairement à l'opinion majoritaire qu'il était un juif assimilé. Le livre a d'abord été publié en 2006 en français, traduit et publié en hébreu en 2008, et en anglais en 2014.
Georges Weisz est un dentiste, né en France en 1938 et survivant de la Shoah. Il a immigré en Israël en 1972 et vit depuis à Jérusalem. Son épouse est l'artiste Isabelle Weisz.

## Contenu

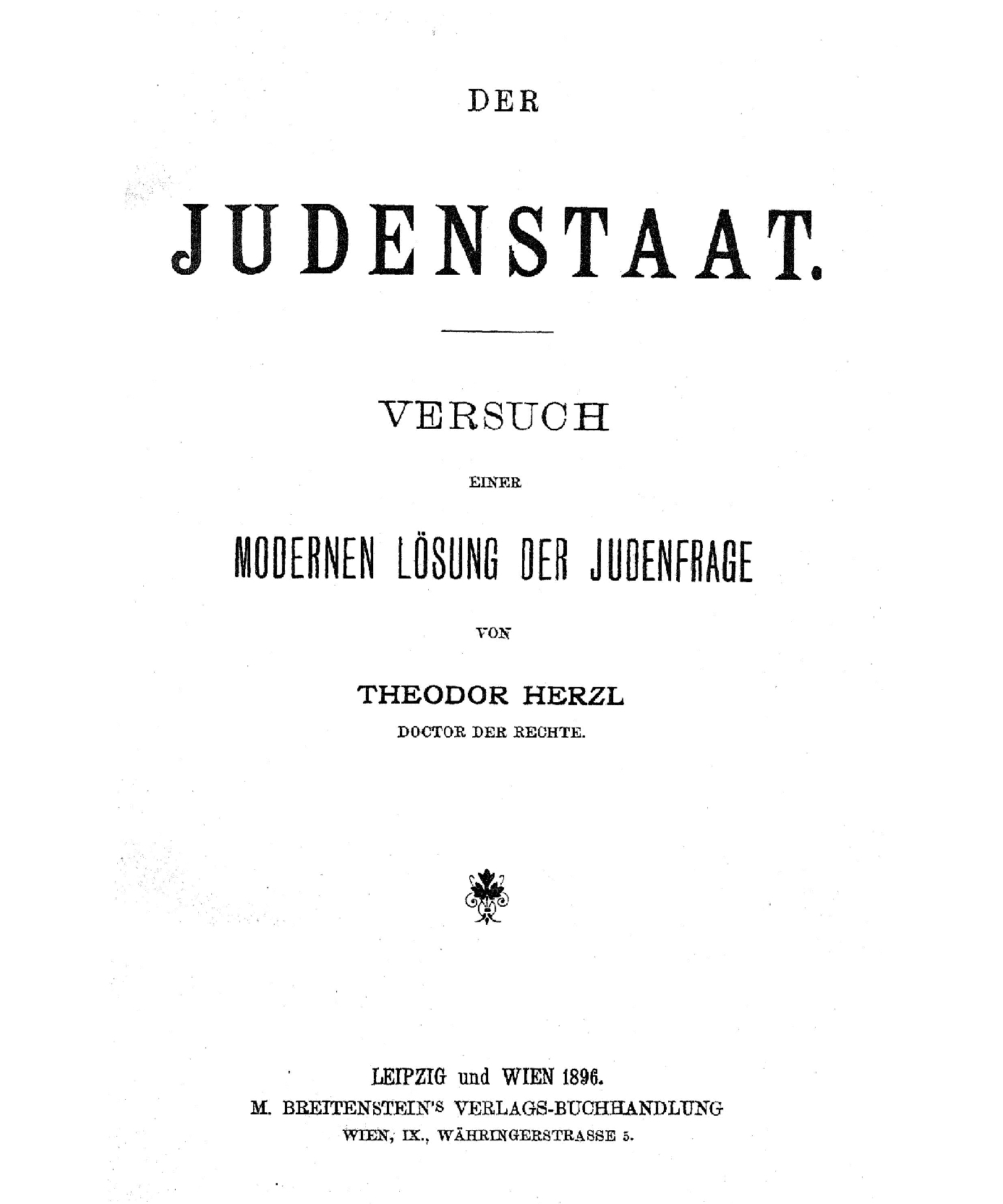
La couverture de la version originale du livre L'État Juif, 1895.

Le livre traite de l'identité juive de Herzl et du lien entre Herzl et le judaïsme.
D'après terredisrael.com, ce livre « brise les clichés reçus et souvent bien tenaces sur le fondateur du sionisme politique. Au fil des pages, l’auteur nous fait découvrir un personnage plein d’humanité, prophète et profondément marqué par son identité juive. Passionné et en même temps pragmatique, Herzl n’a jamais envisagé une autre destination que la terre d’Israël pour le peuple juif ». 
Weisz affirme dans le livre que l'image et la pensée de Herzl ont été déformées avec les années et que l'étiquette de juif assimilé est loin de la vérité. Il cite Amos Elon, un des premiers biographes de Herzl qui écrit en 1977 : « Dans l’Israël d’aujourd’hui, pour la plupart des gens, Herzl ne désigne plus que le nom d’une rue »,. Il ajoute que Herzl lui-même était conscient que son plan et ses idées étaient déformées, non seulement par ses adversaires, mais même par ses partisans. Un peu avant le premier congrès sioniste de Bâle (1897), il écrit: « je suis habitué à ce qu'on me déforme à tel point que je suis vraiment surpris quand cela arrive par hasard que mes paroles ne soient pas déformées ». En 1934, soit quatorze avant la Déclaration d'indépendance de l'État d'Israël, Berl Katznelson, l'un des penseurs les plus reconnus du parti travailliste israélien, écrit que « dans la réalité d'aujourd'hui, nous rencontrons souvent la déformation de l'image de Herzl, par malice ou par ignorance ». L'historien et professeur Ben-Zion Netanyahu a exprimé plus tard, les mêmes préoccupations.
Weisz réfute dans son livre l'opinion majoritaire selon laquelle Herzl était un Juif assimilé, et présente dans son livre une étude fondée sur les écrits de Herzl lui-même, selon laquelle ce dernier était attaché à son identité et ses racines juives. Weisz prouve que les origines de Herzl proviennent en premier lieu de sa famille. Son grand-père était un juif orthodoxe et un proche du rabbin Juda Elakalai. Son père était un juif pratiquant et ses parents possédaient même des places à la synagogue. Les parents de Herzl ont encouragé leur fils dans son action et l'ont même aidé financièrement. Herzl lui-même avait étudié dans une école juive jusqu'à l'âge de 10 ans. Selon Weisz, bien que le nom du livre de Herzl qui traite de la question juive se nomme selon certaines traductions l'État des Juifs, (en allemand, langue d'origine, Der Judenstaat), la bonne traduction serait en vérité "L'État Juif". Ceci est d'ailleurs indiqué par le contenu du livre lui-même à plusieurs reprises, notamment dans le sous-titre de l'ouvrage: « une tentative moderne pour résoudre la question juive ».
Aussi dans son discours d'ouverture du Premier Congrès Juif, le 19 août 1897, Herzl a déclaré que « le sionisme est un retour à la judéité (non le judaïsme dans le sens religieux, mais juif dans le sens de l'identité juive, qui n'est pas associée nécessairement avec le respect des commandements) avant d'être un retour à la terre des Juifs ».

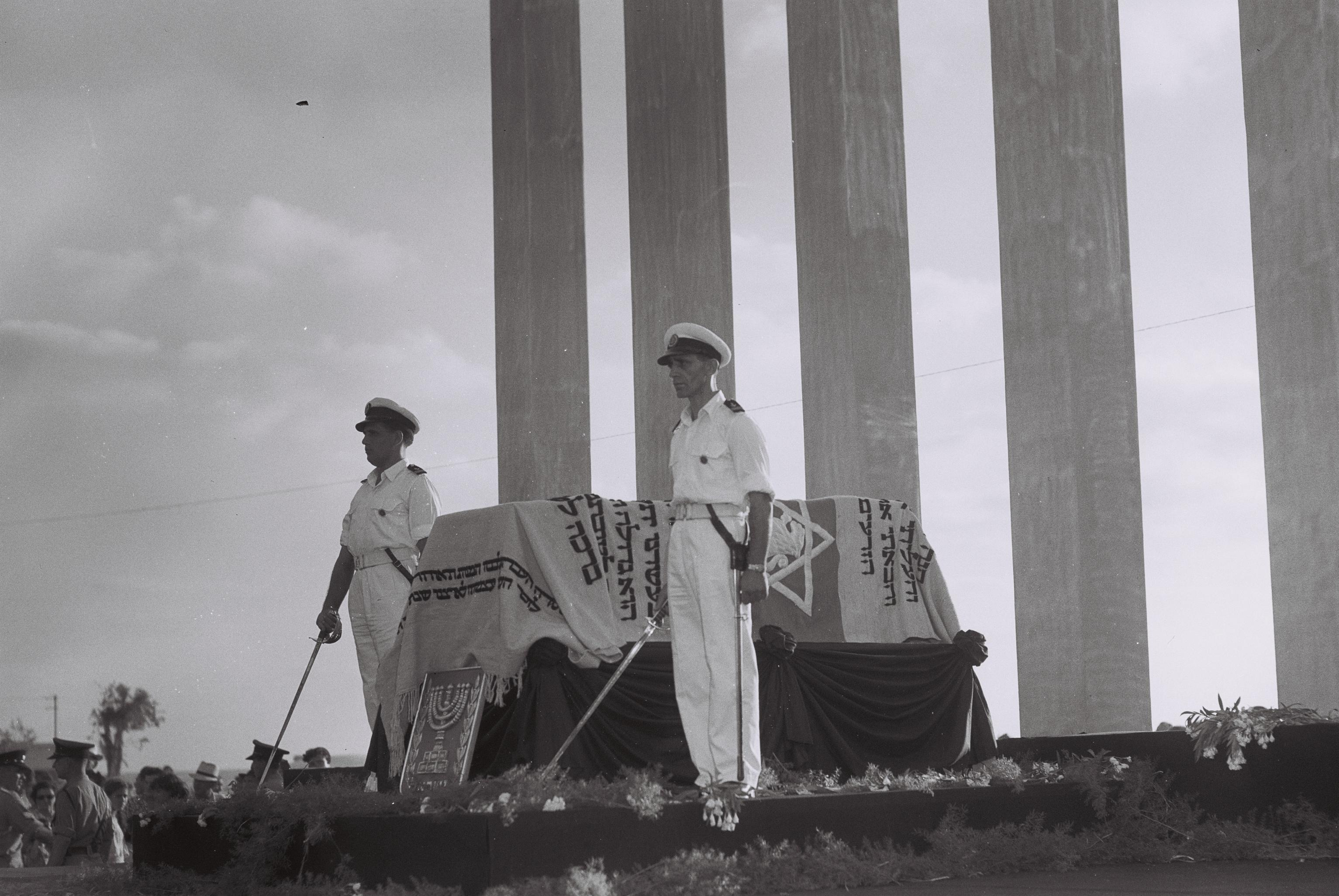
Le cercueil de Herzl expose sur la place de la Knesset, enveloppé du voile confectionné par Arthur Weisz.

Le deuxième mythe dont traite l'ouvrage est l’événement qui poussa Herzl à faire face à la question juive. Weisz explique que contrairement à ce que l'on pense communément, l'affaire Dreyfus n'a pas été le motif d'Herzl dans son engagement. Il affirme que la question juive et l’antisémitisme ont commencé pour Herzl au moins 13 ans avant l'affaire Dreyfus. En 1882, il est stupéfié par le livre de l’idéologue antisémite Eugen During – « La Question Juive comme une question de race, de coutumes et de culture ». Selon Weisz, le problème a durement préoccupé Herzl pendant 13 ans, jusqu'à ce qu'il trouve la solution et qu'il la formule dans son livre « L'État des Juifs ». Deux autres preuves apportées par Weisz à ce sujet sont le fait que deux semaines avant la déclaration de culpabilité de Dreyfus, alors qu' Herzl ne pensait pas encore que cette affaire était un complot antisémite, Herzl terminait d'écrire sa pièce de théâtre le Nouveau Ghetto, et le fait que, plusieurs mois auparavant, il avait l'intention d'écrire un article sur la « situation des juifs » dans le monde.
Selon Jean-Pierre Allali du Crif, Weisz rappelle que Theodor Herzl était le petit fils d’un chantre de synagogue, Shimon Leibl, et son père Jacob Leibl était un fidèle assidu de la Grande synagogue de la rue Tabak à Budapest : le jeune Theodor a été élevé dans une famille traditionaliste, et dès l’âge de six ans, a été envoyé dans une école juive où l’enseignement comprenait des cours d’hébreu et une instruction religieuse. A treize ans, il célébra sa Bar Mitsva. Sa foi juive était profonde et ce n’est pas l’Affaire Dreyfus qui l'a poussé à reprendre la volonté ancestrale d'un « L’an prochain à Jérusalem ».
Dans l’épilogue, Weisz raconte que, juste avant l'impression de son livre,  il découvre que son père qu'il n'a pas connu, Arthur (Avraham) Weisz, artiste assassiné à Auschwitz, avait réalisé en 1936, à la demande de l'Organisation sioniste mondiale, par l’intermédiaire de la Wizo en Autriche, le voile qui enveloppait le cercueil dans lequel les ossements de Herzl ont été transportés en Israël en 1949. Il[Qui ?] a été transmis clandestinement à Jérusalem, en 1936, et fut  exposé jusqu'en 1949, au Keren HaYessod. Le voile, décoré d'une Étoile de David, d'un Lion de Juda et de sept étoiles a disparu après l'enterrement et n'a pas été retrouvé jusqu'à aujourd'hui.

## Réactions

### Autres
Le livre a remporté un certain écho. Entre autres, il a été dit que « le Dr Weisz jette une nouvelle lumière sur un côté de la personnalité de Herzl qui n'avait pas été étudié auparavant » (Moshe Saraf, Archives sionistes). « La passion et l'érudition que Georges Weisz a investi dans son livre, encouragent une recherche renouvelée de l'image et de l'action de Herzl, ainsi qu'une ré-évaluation de l'entreprise Sioniste » (Yehochoua Silvio Yechoua, Université de Tel Aviv)[source insuffisante]. Le Docteur Emmanuel Nakhon de l'Université de Tel Aviv salue « un ouvrage de très haut niveau, qui constitue une importante contribution à la connaissance de l'image de Herzl ».[source insuffisante] Yossi Ahimeir de l'Institut Jabotinsky parle d'un « voyage fascinant, important, original et bien écrit ». « Le livre est un éclaircissement important et vital de l'histoire juive et humaine » déclara le Docteur Yohanan Manor. « La lecture du livre m'a émerveillé et ému » avoua le poète Haim Gouri. La journaliste Edna Kepler écrivit que « la lecture est fascinante. Il ne fait aucun doute que les faits présentés par ce livre changeront l'opinion publique sur le sujet ».

Le premier ministre Benjamin Netanyahu a souligné l'importance de la recherche engagée par Weisz, dans son discours à la Knesset, lors de la commémoration de la "Journée Herzl" en 2009: « Cette année, j'aimerais parler d'un côté inconnu de l'image de Herzl. [...] L'hypothèse qui prévaut dans le public est que Theodor Herzl venait d'une famille assimilée et, d'une certaine manière, lui-même Juif, si ce n'est assimilé, en cours d'assimilation, et que c'est en s’écartant de ce chemin qu'il avait découvert le sionisme. J'ai moi-même été convaincu de cette conception, jusqu'à ce que je lise le livre d'Isaac Weisz, récemment paru, "Théodore Herzl - une nouvelle lecture". Il s'avère que la vérité est à l'opposé. Théodore Herzl venait d'une famille juive, une partie de sa famille avait même fait partie des amants de Sion, son père était un juif érudit tout en étant libre de pensée, mais il n'a jamais quitté la tradition. Il allait à la synagogue. Quand ils ont déménagé dans la grande ville (Vienne), il a acheté des sièges dans la Synagogue pour les fêtes et son fils s'y rendait avec lui... Herzl, jeune homme, a écrit contre During et expliqué la grandeur du peuple juif, et exprima son admiration devant ce peuple qui résista et survécut aux tempêtes du temps. Cela montre la force du peuple juif. Voila celui qu'on a présenté comme un homme assimilé et déconnecté du judaïsme ».